# Neustarkenberg
Neustarkenberg är ett slott i Österrike.   Det ligger i distriktet Imst och förbundslandet Tyrolen, i den västra delen av landet, 400 km väster om huvudstaden Wien. Neustarkenberg ligger 964 meter över havet.
Terrängen runt Neustarkenberg är huvudsakligen bergig, men den allra närmaste omgivningen är kuperad. Närmaste större samhälle är Imst, 2,5 km söder om Neustarkenberg. 
I omgivningarna runt Neustarkenberg växer i huvudsak barrskog. Runt Neustarkenberg är det ganska glesbefolkat, med 35 invånare per kvadratkilometer.